# Scarlet Holliday
Scarlet Holliday és un EP del grup japonès MONO. Es va posar a la venda en format digital el 25 de desembre de 2020. La banda va treure una edició limitada en vinil, el 4 de març de 2022, afegint el tema «Epilogue» als dos de la gravació original. Les discogràfiques que van publicar l'edició física van ser Temporary Residence, Pelagic Records, i New Noise.
Al mig de la pandèmia mundial de Covid-19, MONO va enregistrar als estudis Forty-4, un senzill amb els temes «Scarlet Holliday» i «First Winter». Els va posar a la venda en format digital a la seva pàgina de Bandcamp el Nadal de 2020. El llançament anava acompanyat d'un desig d'esperança per l'any nou.
El 4 de març de 2022, MONO va publicar en format físic una nova edició d'aquest àlbum que incloia la remescla que Steve Albini va fer dels dos temes originals, afegint a més una nova pista a les anteriors: «Epilogue».

## Llistat de pistes
| 1. | «Scarlet Holliday» | 07:41 |
| 2. | «First Winter»     | 04:48 |

| 1. | «Scarlet Holliday» | 07:36 |
| 2. | «First Winter»     | 04:49 |
| 3. | «Epilogue»         | 02:42 |